# 蒂洛 (默兹省)
蒂洛（法語：Thillot）是法国默兹省的一个市镇，属于凡尔登区（Verdun）沃厄夫尔地区弗雷斯内县（Fresnes-en-Woëvre）。该市镇总面积3.65平方公里，2009年时的人口为247人。

## 人口
蒂洛人口变化图示